# Taurus Awards 2016
Die Taurus Awards 2016 waren die 15. Verleihung des Taurus Award, eine US-amerikanische Auszeichnung für Filmstunts, welche am 24. Mai 2016 erneut wie seit 2003 bei Paramount Pictures stattfanden.

## Verleihung
Als größter Gewinner ging die Filmproduktion Mad Max: Fury Road aus der Verleihung hervor, die in sechs Kategorien nominiert wurde und in drei Kategorien Auszeichnungen erhielt. In der Kategorie Best Speciality Stunt war der Film gleich zweimal nominiert. Auch Fast & Furious 7 hat mit fünf Nominierungen und zwei Auszeichnungen hervorragend abgeschnitten und wurde in der Kategorie Best Overall Stunt by a Stunt Woman zweimal nominiert.

## Gewinner und Nominierte
Der Taurus Award wird jährlich in wechselnden Kategorien vergeben. Im Jahr 2016 erfolgt die Verleihung in folgenden Kategorien.
Zeitleiste der Kategorien des Taurus Award
Die Auszeichnungen wurden in neun Kategorien verliehen, in denen insgesamt 21 verschiedene Filme nominiert wurden. Dabei wurden die Filme Mad Max: Fury Road (6 Nominierungen), Fast & Furious 7 (5 Nominierungen) und Point Break (5 Nominierungen) am häufigsten nominiert. Mit drei Auszeichnungen erhielt Mad Max: Fury Road die meisten Taurus Awards.

Folgende Filme des Vorjahres wurden 2016 nominiert sowie mit dem Taurus Award ausgezeichnet.
| Kategorie (Englische Originalbezeichnung)                                 | Nominierte Filme (Gewinner fett markiert) |
| ------------------------------------------------------------------------- | ----------------------------------------- |
| Beste Kampfszene (Best Fight)                                             | Fast & Furious 7                          |
| Beste Kampfszene (Best Fight)                                             | Kingsman: The Secret Service              |
| Beste Kampfszene (Best Fight)                                             | Kingsman: The Secret Service              |
| Beste Kampfszene (Best Fight)                                             | Mad Max: Fury Road                        |
| Beste Kampfszene (Best Fight)                                             | Mission: Impossible – Rogue Nation        |
| Bester Stunt in der Höhe (Best High Work)                                 | Jupiter Ascending                         |
| Bester Stunt in der Höhe (Best High Work)                                 | Point Break                               |
| Bester Stunt in der Höhe (Best High Work)                                 | James Bond 007: Spectre                   |
| Bester Stunt in der Höhe (Best High Work)                                 | Spy – Susan Cooper Undercover             |
| Bester Stunt in der Höhe (Best High Work)                                 | Spy – Susan Cooper Undercover             |
| Bestes Stunt Rigging (Best Stunt Rigging)                                 | Ant-Man                                   |
| Bestes Stunt Rigging (Best Stunt Rigging)                                 | Jupiter Ascending                         |
| Bestes Stunt Rigging (Best Stunt Rigging)                                 | Mad Max: Fury Road                        |
| Bestes Stunt Rigging (Best Stunt Rigging)                                 | Der Marsianer                             |
| Bestes Stunt Rigging (Best Stunt Rigging)                                 | Point Break                               |
| Bester Fahrzeugstunt (Best Work With A Vehicle)                           | Avengers: Age of Ultron                   |
| Bester Fahrzeugstunt (Best Work With A Vehicle)                           | Fast & Furious 7                          |
| Bester Fahrzeugstunt (Best Work With A Vehicle)                           | Mad Max: Fury Road                        |
| Bester Fahrzeugstunt (Best Work With A Vehicle)                           | Mission: Impossible – Rogue Nation        |
| Bester Fahrzeugstunt (Best Work With A Vehicle)                           | James Bond 007: Spectre                   |
| Bester Spezialstunt (Best Specialty Stunt)                                | Mad Max: Fury Road                        |
| Bester Spezialstunt (Best Specialty Stunt)                                | Mad Max: Fury Road                        |
| Bester Spezialstunt (Best Specialty Stunt)                                | Point Break                               |
| Bester Spezialstunt (Best Specialty Stunt)                                | Point Break                               |
| Bester Spezialstunt (Best Specialty Stunt)                                | The Revenant – Der Rückkehrer             |
| Härtester Schlag (Hardest Hit)                                            | Freaks of Nature                          |
| Härtester Schlag (Hardest Hit)                                            | The Gunman                                |
| Härtester Schlag (Hardest Hit)                                            | Mission: Impossible – Rogue Nation        |
| Härtester Schlag (Hardest Hit)                                            | Terminator Genisys                        |
| Härtester Schlag (Hardest Hit)                                            | A World Beyond                            |
| Bester Stunt einer Frau (Best Overall Stunt By A Stunt Woman)             | Cooties                                   |
| Bester Stunt einer Frau (Best Overall Stunt By A Stunt Woman)             | Freaks of Nature                          |
| Bester Stunt einer Frau (Best Overall Stunt By A Stunt Woman)             | Fast & Furious 7                          |
| Bester Stunt einer Frau (Best Overall Stunt By A Stunt Woman)             | Fast & Furious 7                          |
| Bester Stunt einer Frau (Best Overall Stunt By A Stunt Woman)             | A World Beyond                            |
| Bester Stuntkoordinator (Best Stunt Coordinator And/Or 2nd Unit Director) | Fast & Furious 7                          |
| Bester Stuntkoordinator (Best Stunt Coordinator And/Or 2nd Unit Director) | Kingsman: The Secret Service              |
| Bester Stuntkoordinator (Best Stunt Coordinator And/Or 2nd Unit Director) | Mad Max: Fury Road                        |
| Bester Stuntkoordinator (Best Stunt Coordinator And/Or 2nd Unit Director) | Mission: Impossible – Rogue Nation        |
| Bester Stuntkoordinator (Best Stunt Coordinator And/Or 2nd Unit Director) | Point Break                               |
| Bester Stuntkoordinator (Best Stunt Coordinator And/Or 2nd Unit Director) | The Revenant – Der Rückkehrer             |
| Bester Stuntkoordinator (Best Stunt Coordinator And/Or 2nd Unit Director) | James Bond 007: Spectre                   |
| Bester Stunt in einem ausländischen Film (Best Action In A Foreign Film)  | The Code of Cain (Belarus/Weißrussland)   |
| Bester Stunt in einem ausländischen Film (Best Action In A Foreign Film)  | Medal (Russland)                          |
| Bester Stunt in einem ausländischen Film (Best Action In A Foreign Film)  | Paparazzi (Libanon)                       |
| Bester Stunt in einem ausländischen Film (Best Action In A Foreign Film)  | Sindrome de ti (Spanien)                  |